# Ermitage monolithe de Mortagne-sur-Gironde
L'ermitage monolithe de Mortagne-sur-Gironde (dit ermitage Saint-Martial) est une construction troglodyte située sur la commune de Mortagne-sur-Gironde, dans le département de la Charente-Maritime, en France.

## Localisation
L'édifice est situé à Mortagne-sur-Gironde, à 600 mètres au sud de la ville basse. L'ermitage Saint-Martial est entièrement aménagé au creux d'une puissante falaise.

## Historique
Cet ermitage est aménagé à partir de cavités naturelles, sans doute dès les premiers temps de l'ère chrétienne (probablement IIe ou IIIe siècle). La tradition veut que saint Martial soit venu se retirer régulièrement dans ces grottes fondant ainsi l'ermitage. Par la suite, une petite communauté monastique s'est employée à les agrandir.
L'église daterait (selon Charles Connoué, spécialiste de l'architecture religieuse en Saintonge) du IXe siècle, mais elle est remaniée par la suite. Au XIe siècle, l'ermitage est un relais sur une voie secondaire du chemin de Saint-Jacques-de-Compostelle. Les pèlerins y trouvent alors un abri, puis les moines les font passer en barque de l'autre côté de l'estuaire de la Gironde, en Médoc, où ils poursuivent leur route vers Bordeaux et ses nombreux sanctuaires, ou Soulac et sa célèbre basilique Notre-Dame (voie de Soulac). Les moines de Mortagne ont également pour mission de secourir les marins en détresse. Cette communauté religieuse, assez réduite, reste en fonction jusqu'à la Révolution, où les derniers moines récollets sont dispersés.
L'édifice est classé au titre des monuments historiques par arrêté du 13 mars 1987..

## Description
Il comprend une église catholique, une tour et des parties troglodytes, anciennes caves aménagées en habitations.
D'inspiration cappadocienne, il se compose de plusieurs cellules, d'un réfectoire, d'une cuisine et d'une curieuse église monolithe, qui, bien que moins connue que celles d'Aubeterre-sur-Dronne et de Saint-Émilion, compte parmi les sommets de l'architecture soustractive dans le Sud-Ouest de la France. D'une grande sobriété, elle conserve une tribune taillée à même le roc, une statue de saint Antoine d'Égypte et une autre de saint Martial.

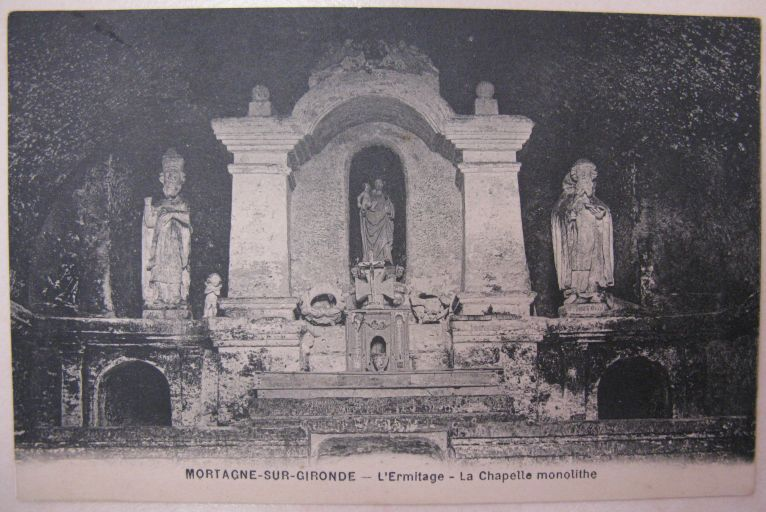
Chapelle monolithe de l'ermitage.
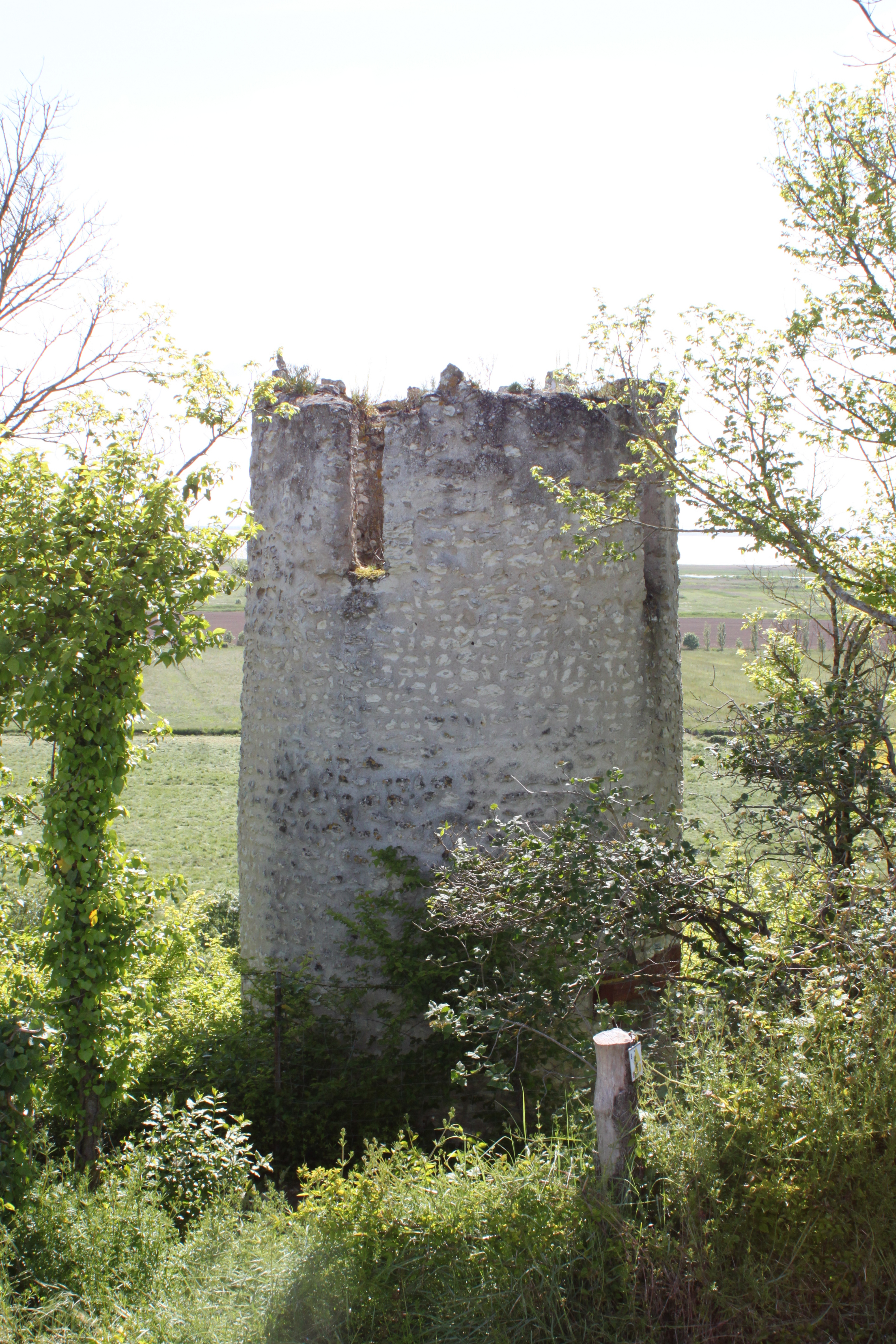
Ancien clocher de l'ermitage.
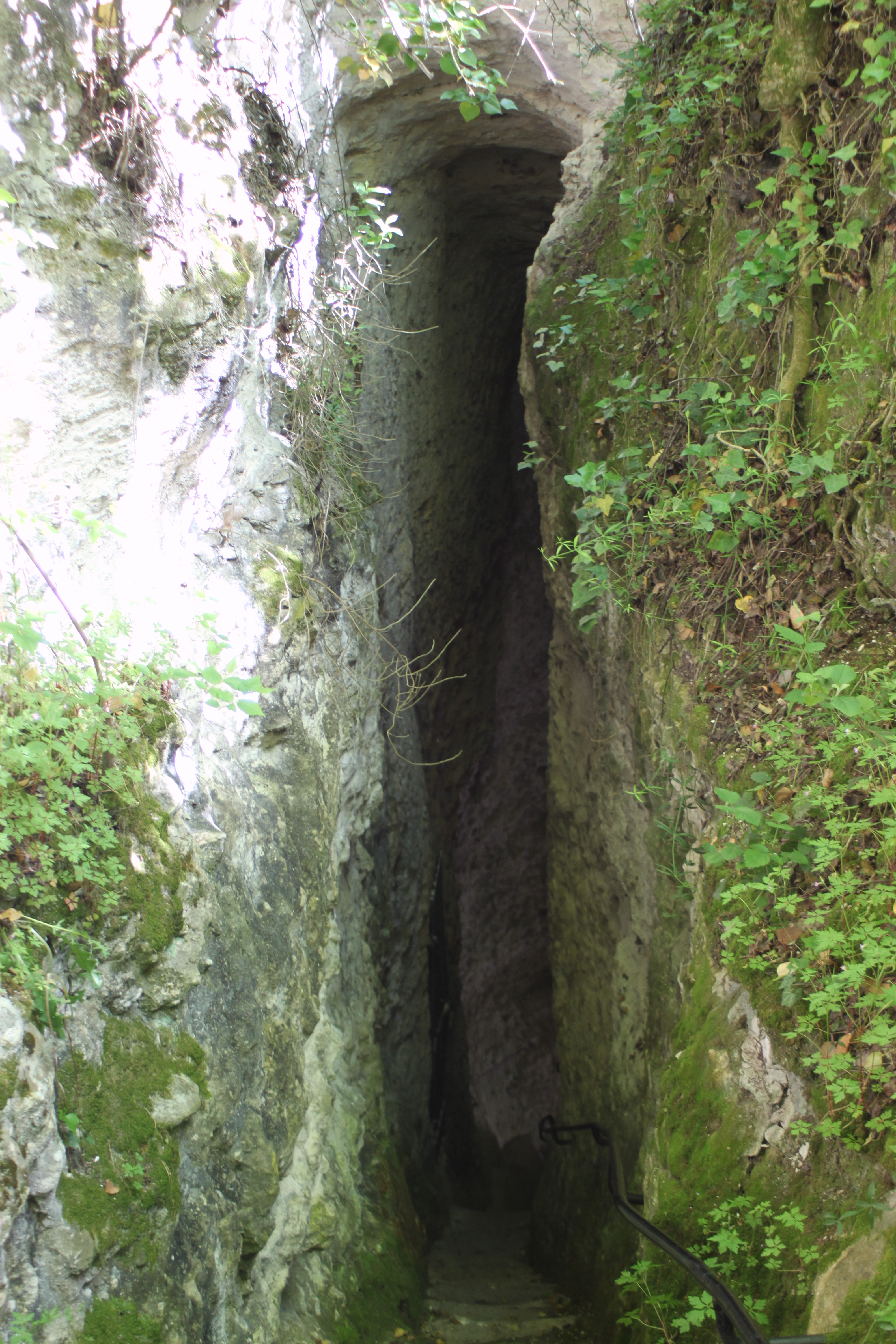
Accès supérieur ouvert dans une faille de la roche.

## Protection
L'édifice est classé au titre des monuments historiques en 1987.